# Ia Genberg
Ia Gabriella Genberg (5 de noviembre de 1967, Estocolmo) es una periodista y novelista sueca.

## Biografía
Debutó como escritora en 2012 con la novela Söta fredag (Dulce viernes). En su segundo libro Sent farväl que publicó en 2013 versan sobre la amistad y el tiempo. El tercer libro, Klen tröst de 2019, es una novela sobre el dinero. 
En 2022, Genberg recibió el premio de agosto por su cuarto libro The Details. Los detalles ha sido traducida a varios idiomas y se convirtieron en un éxito internacional. El libro, que se desarrolla durante la década de los 90, es una novela con cuatro retratos de personas a las que la autora ha amado.
La amistad es un tema importante en la escritura de Genberg. 

## Premios
- 2022 – Premio August en la categoría de ficción
- 2022 – Premio literario Aftonbladet